# 朝圣者
朝圣者（英語：pilgrim）是旅行去朝圣的人。一般来说，他们会到其宗教中对信徒有特定意义的地方旅行。

## 历史
古埃及、密特拉教下的波斯、印度、中国和日本的许多宗教中都有朝圣者。古希腊和古罗马人有询问各地神谕的传统，希腊多多纳和德尔斐的神谕尤其有名。在古希腊，朝圣可以是私人的，也可以受城邦赞助。
在古以色列，朝圣者们前往示罗、但、伯特利，最后到达耶路撒冷。当然，朝圣者不一定需要前往某一特定地方：早期凯尔特基督教中有一类朝圣者叫“为基督朝圣者”（拉丁語：Peregrinari Pro Christ），又称为“白烈士”（英語：White Martyrs），他们出家后四处云游，执行禁欲主义，听从天命旅行。这些朝圣者常常建立修道院，帮助在不列颠和欧洲大陆传播基督教。